# Johannes der Täufer (Leonardo da Vinci)
Johannes der Täufer (italienisch San Giovanni Battista, französisch Saint Jean Baptiste) ist ein Gemälde des italienischen Renaissancekünstlers Leonardo da Vinci (1452–1519). Es wird um 1513 bis 1516 datiert und befindet sich im Bestand des Louvre in Paris.

## Das Werk
Das Werk zeigt Johannes den Täufer als Einsiedler im Fellgewand mit einem Kreuzstab in der linken Hand, während seine rechte Hand zum Himmel weist. Die Geste unterstreicht die Bedeutung der Taufe, die durch Johannes den Täufer verkörpert wird.

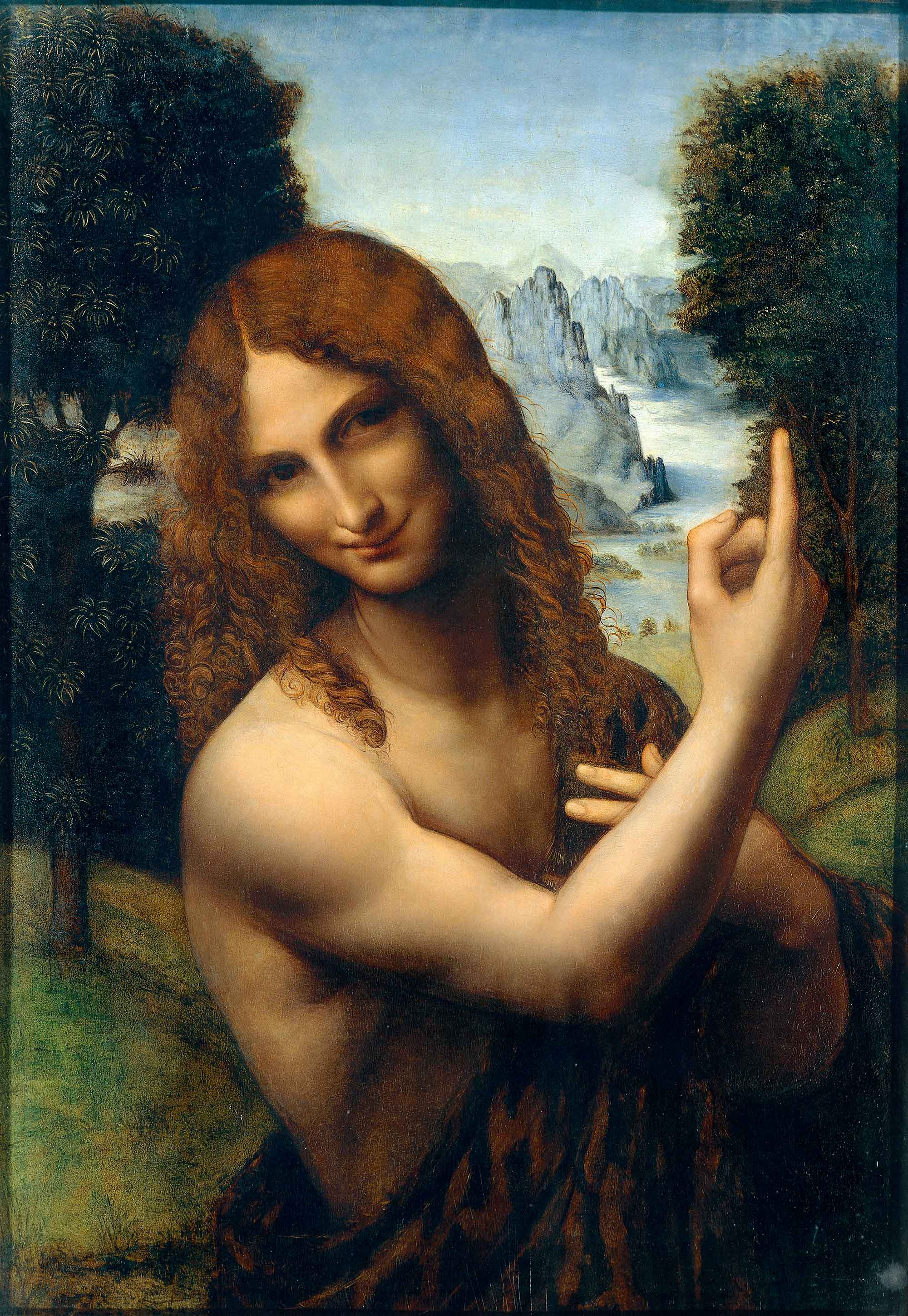
Johannes der Täufer, datiert 1510–1520, Gian Giacomo Caprotti, Pinacoteca Ambrosiana, Mailand

Die Darstellung des Johannes ist androgyn, sie zeigt weibliche und männliche Körpermerkmale. Die Art der Darstellung ist von späteren Malern, vor allem der Hochrenaissance und des Manierismus, erneut aufgegriffen worden. Es ist jedoch möglich, dass die Heiligenattribute Fell und Kreuz nachträglich von einem anderen Maler zugefügt wurden. Bereits in den 1510er Jahren fertigte der Leonardo-Schüler Gian Giacomo Caprotti eine Version des Bildes an, die den Heiligen ohne Kreuzstab zeigt.

## Geschichte
Die Datierung des Bildes weist auf eine Entstehung während Leonardos Römischer Zeit hin. In den Jahren um 1513 bis 1515 stand da Vinci in den Diensten des Vatikans. Es wird angenommen, dass das Bild von Papst Leo X. (1475–1521; geboren als Giovanni de’ Medici in Florenz) in Auftrag gegeben wurde, zu Ehren des Schutzpatrons der Stadt Florenz.
Das Bild ist vermutlich Leonardos letztes Ölgemälde. Er litt wahrscheinlich in seinen letzten Lebensjahren an den Folgen eines Schlaganfalls, einer rechtsseitigen Hemiparese. Leonardo war zwar in der Lage, weiterhin Zeichnungen und Skizzen anzufertigen, da er Linkshänder war und mit der linken Hand zeichnete, später datierte Gemälde sind jedoch nicht bekannt.
Das Gemälde wurde, wie die meisten Bilder, Zeichnungen und Handschriften aus dem Eigentum Leonardo da Vincis, nach dessen Tod von seinem Schüler und Erben Francesco Melzi (um 1491/92 – um 1570) in seiner Villa bei Vaprio d’Adda verwahrt. Sein Sohn Orazio Melzi erbte den Nachlass im Jahr 1570. Die Werke wurden verkauft, und das wertvolle Material wurde weltweit verstreut.
Um das Jahr 1625 gelangte „Johannes der Täufer“ in den Besitz des englischen Königs Charles I., der das Bild im Tausch gegen zwei Gemälde vom französischen König Ludwig XIII. erhielt. 1661 kam das Werk durch einen Erwerb Ludwigs XIV. erneut in den Besitz des französischen Königshauses. Als man im Verlauf der Französischen Revolution die Kunstschätze des Königs und des Adels zusammentrug, wurde auch „Johannes der Täufer“ in das Musée du Louvre überführt.